# Mathay
Mathay ist eine französische Gemeinde mit 2.131 Einwohnern (Stand: 1. Januar 2022) im Département Doubs in der Region Bourgogne-Franche-Comté.

## Geographie
Mathay liegt auf 341 m, etwa acht Kilometer südlich der Stadt Montbéliard (Luftlinie). Das Straßendorf erstreckt sich in der Talebene des Doubs am linken Ufer des Flusses, im nördlichen französischen Jura zwischen den Höhen von Bois de Mathay im Westen und dem Hochplateau von Blamont im Osten.
Die Fläche des 14,85 km² großen Gemeindegebiets umfasst einen Abschnitt des französischen Juras. Der zentrale Teil des Gebietes wird von der Talebene des Doubs eingenommen, der hier mit mehreren Windungen durch eine flache Talniederung von rund 1,5 Kilometer Breite nach Norden fließt und unterhalb des Dorfes einen scharfen Bogen nach Osten zeichnet. Die östliche Grenze verläuft stets entlang dem Doubs. Im Talboden wurden ehemalige Kies- und Sandgruben mit Wasser gefüllt, so dass südlich des Ortes ein großer Baggersee entstand. Vom Flusslauf erstreckt sich das Gemeindeareal westwärts über die Talniederung und einen relativ steilen Hang, der durch verschiedene kurze Erosionstälchen untergliedert wird, bis auf die angrenzenden Höhen. Diese sind überwiegend bewaldet: Bois de Saint-Symphorien (408 m) und Bois de Bambe (412 m) im Norden, Bois de Mathay (427 m) im Nordwesten und die langsam zu den Grands Bois ansteigenden Höhen von Lucelans im Westen. Mit 551 m wird bei Lucelans die höchste Erhebung von Mathay erreicht. Ganz im Westen reicht der Gemeindeboden bis in das Tal Les Combes.
Zu Mathay gehört der Weiler Lucelans (530 m) auf der Tafeljurahochfläche westlich des Doubstals. Nachbargemeinden von Mathay sind Voujeaucourt und Valentigney im Norden, Mandeure im Osten, Bourguignon im Süden sowie Écot, Dampierre-sur-le-Doubs und Berche im Westen.

## Geschichte
Einige Überreste weisen darauf hin, dass das Gemeindegebiet von Mathay schon während der Bronzezeit bewohnt war. Infolge seiner direkten Nachbarschaft zur Römerstadt Epomanduodurum (Mandeure) zeugen zahlreiche Spuren (Mauerfundamente, Hypokausten, Brunnenanlagen, Keramikfragmente, Münzen) von der gallorömischen Besiedlung. Durch Mathay führte damals der Verkehrsweg von Vesontio (Besançon) nach Augusta Raurica.
Im 12. Jahrhundert gehörte das Gebiet von Mathay zum Klosterbesitz von Baume-les-Dames. Später hatten die Herren von Neuchâtel die Oberhoheit über das Dorf inne. Zusammen mit der Franche-Comté gelangte es mit dem Frieden von Nimwegen 1678 an Frankreich. Zu einer Gebietsveränderung kam es 1867, als das vorher selbständige Lucelans nach Mathay eingemeindet wurde. Heute gehört Mathay zum Gemeindeverband Pays de Montbéliard Agglomération.

## Sehenswürdigkeiten

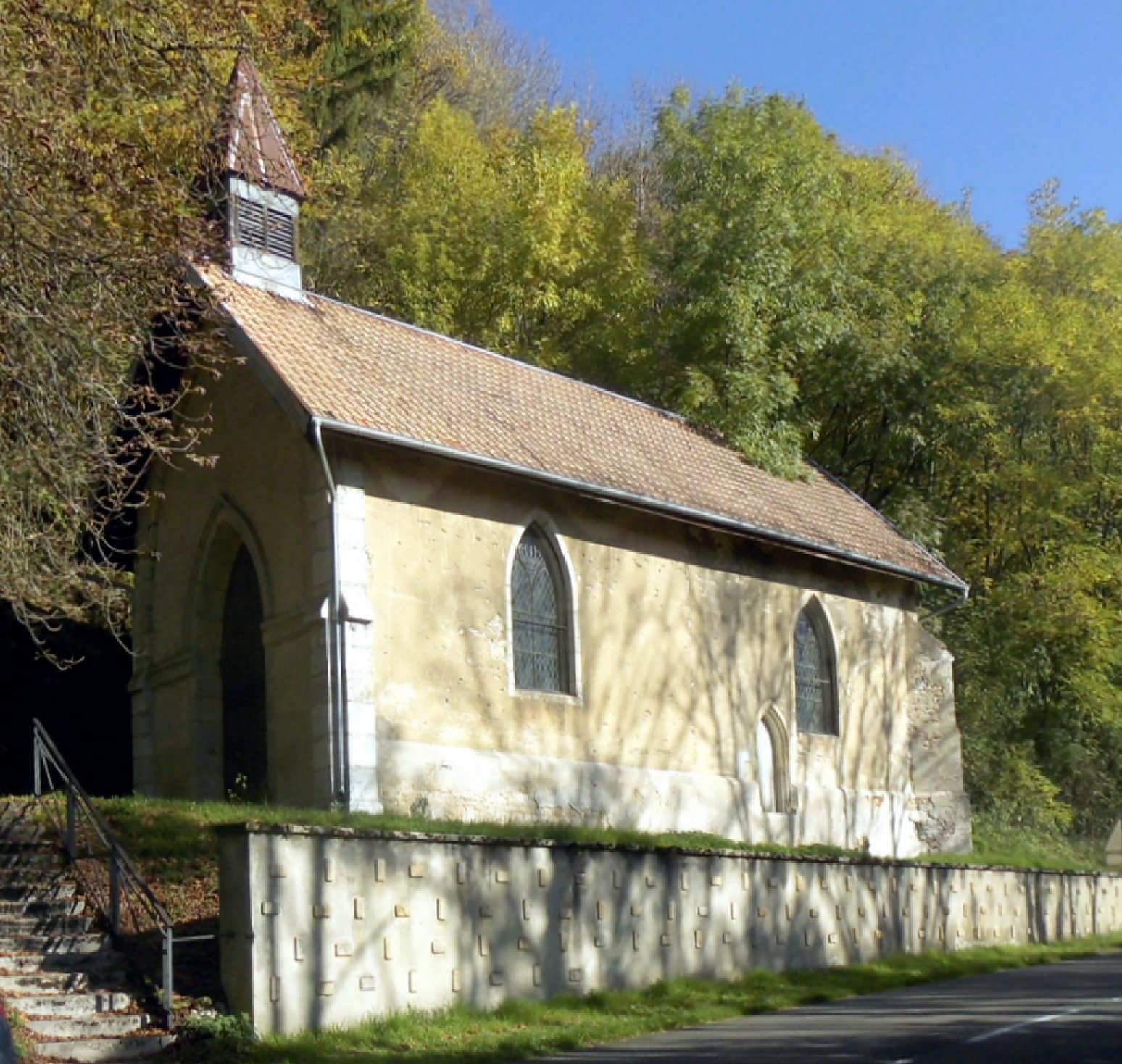
Kapelle Saint-Symphorien

Die Kirche Saint-Pierre-et-Saint-Paul wurde im 18. Jahrhundert erbaut. Sie besitzt eine Statue der Notre-Dame Blanche, die zur Zeit der Reformation im Doubs versenkt wurde und vermutlich zur Ausstattung der Kirche Saint-Maimbœuf in Montbéliard gehörte. Außerhalb des Dorfes am Fuß der gleichnamigen Höhe steht die Kapelle Saint-Symphorien, die ursprünglich auf das 12. Jahrhundert zurückgeht, seither jedoch mehrfach umfassend restauriert wurde. Von einer mittelalterlichen Burg sind nur noch wenige Überreste erhalten.

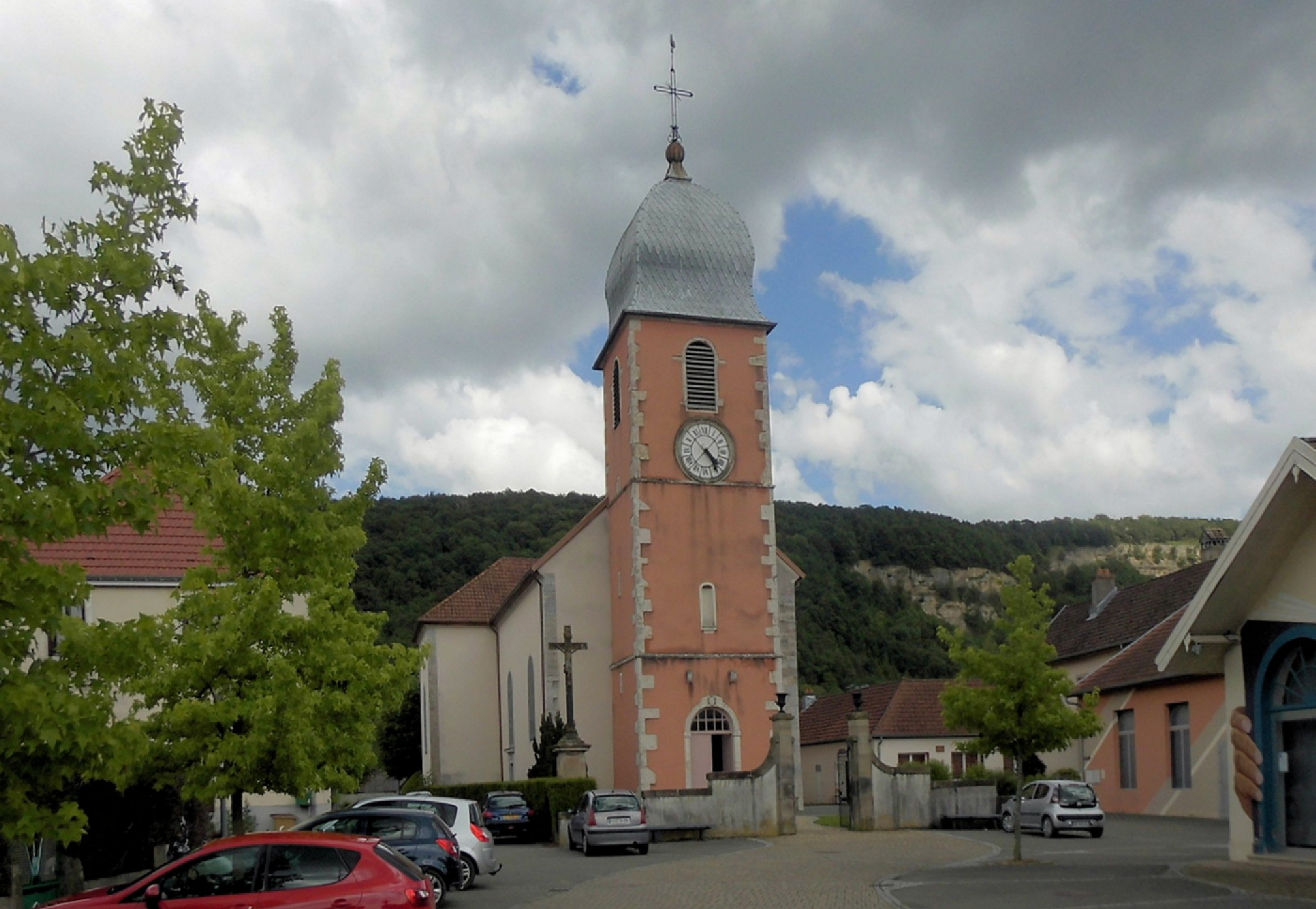
Kirche St. Peter und Paul
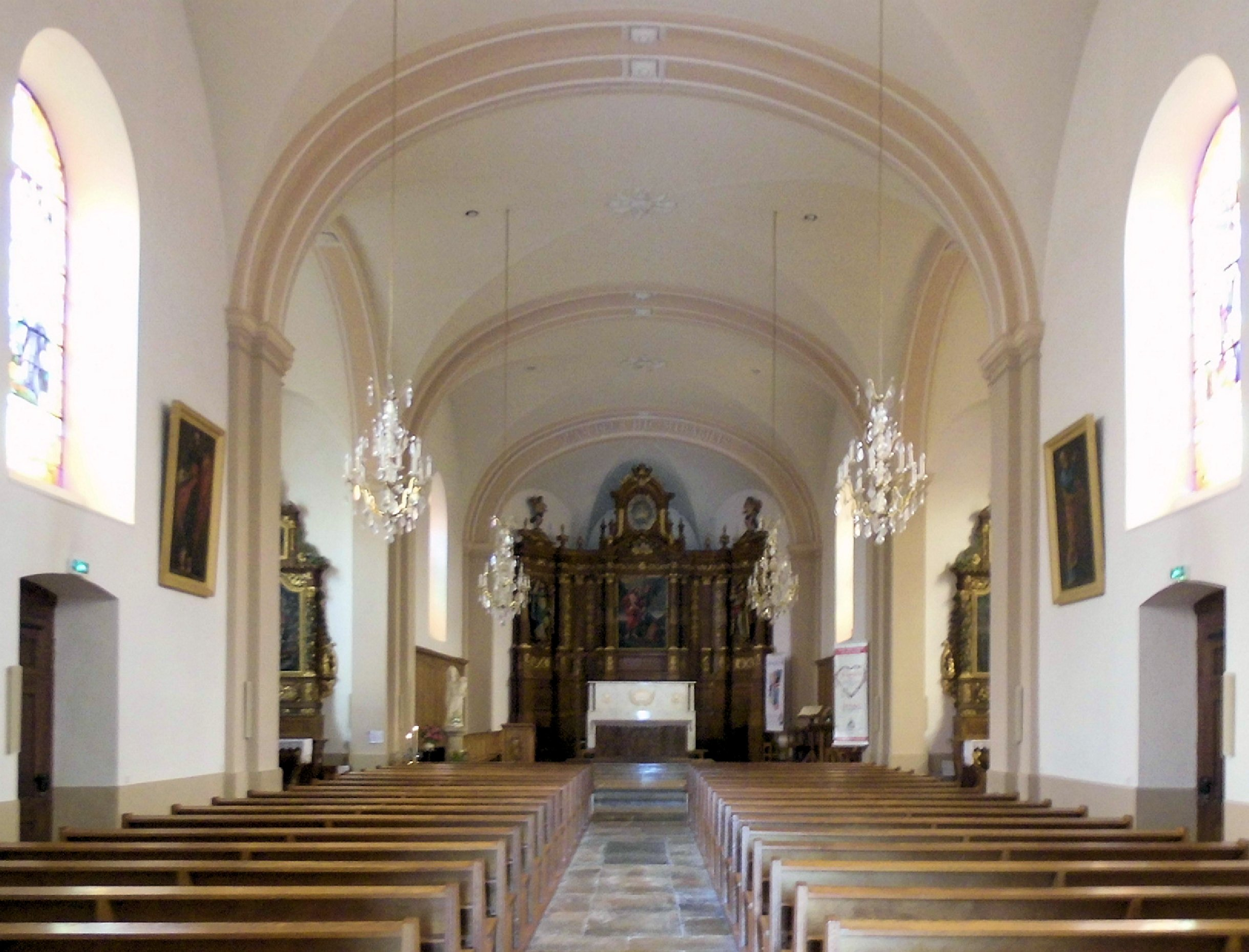
St. Peter und Paul innen

## Bevölkerung
| Jahr                       | 1962 | 1968 | 1975 | 1982 | 1990 | 1999 | 2007 | 2018 |
| Einwohner                  | 1172 | 1360 | 1482 | 1634 | 1960 | 1988 | 2138 | 2149 |
| Quellen: Cassini und INSEE |      |      |      |      |      |      |      |      |

Mit 2131 Einwohnern (Stand 1. Januar 2022) gehört Mathay zu den mittelgroßen Gemeinden des Départements Doubs. Nachdem die Einwohnerzahl in der ersten Hälfte des 20. Jahrhunderts stets im Bereich zwischen 600 und 700 Personen gelegen hatte, wurde seit Beginn der 1960er Jahre ein deutliches Bevölkerungswachstum verzeichnet. Seither hat sich die Einwohnerzahl verdoppelt. Das Siedlungsgebiet von Mathay dehnte sich entlang der Hauptstraßen aus und ist heute nahezu lückenlos mit denjenigen von Mandeure und Bourguignon zusammengewachsen.

## Wirtschaft und Infrastruktur
Mathay war lange Zeit ein vorwiegend durch die Landwirtschaft (Ackerbau, Obstbau und Viehzucht) und die Forstwirtschaft geprägtes Dorf. Im Verlauf des 20. Jahrhunderts siedelte sich hier im Sog der Agglomeration Montbéliard immer mehr Gewerbe und Industrie an. Zu den wichtigen Industriezweigen zählen die Textilindustrie, die Feinmechanik und die Holzverarbeitung. Mittlerweile hat sich das Dorf auch zu einer Wohngemeinde gewandelt. Viele Erwerbstätige sind deshalb Wegpendler, die in der Agglomeration Montbéliard ihrer Arbeit nachgehen.
Die Ortschaft ist verkehrstechnisch gut erschlossen. Sie liegt an der Hauptstraße, die von Montbéliard via Pont-de-Roide-Vermondans nach Morteau führt. Der nächste Anschluss an die Autobahn A36, welche das Gemeindegebiet durchquert, befindet sich in einer Entfernung von ungefähr vier Kilometern. Eine weitere wichtige Straßenverbindung besteht mit Audincourt. Die 1886 eingeweihte Bahnlinie von Montbéliard nach Pont-de-Roide mit einem Bahnhof bei Mathay dient heute nur noch dem Güterverkehr. Eine Buslinie, die von Montbéliard nach Maîche verkehrt, schließt Mathay an das Netz des öffentlichen Verkehrs an.